# Певица ZaNoZa

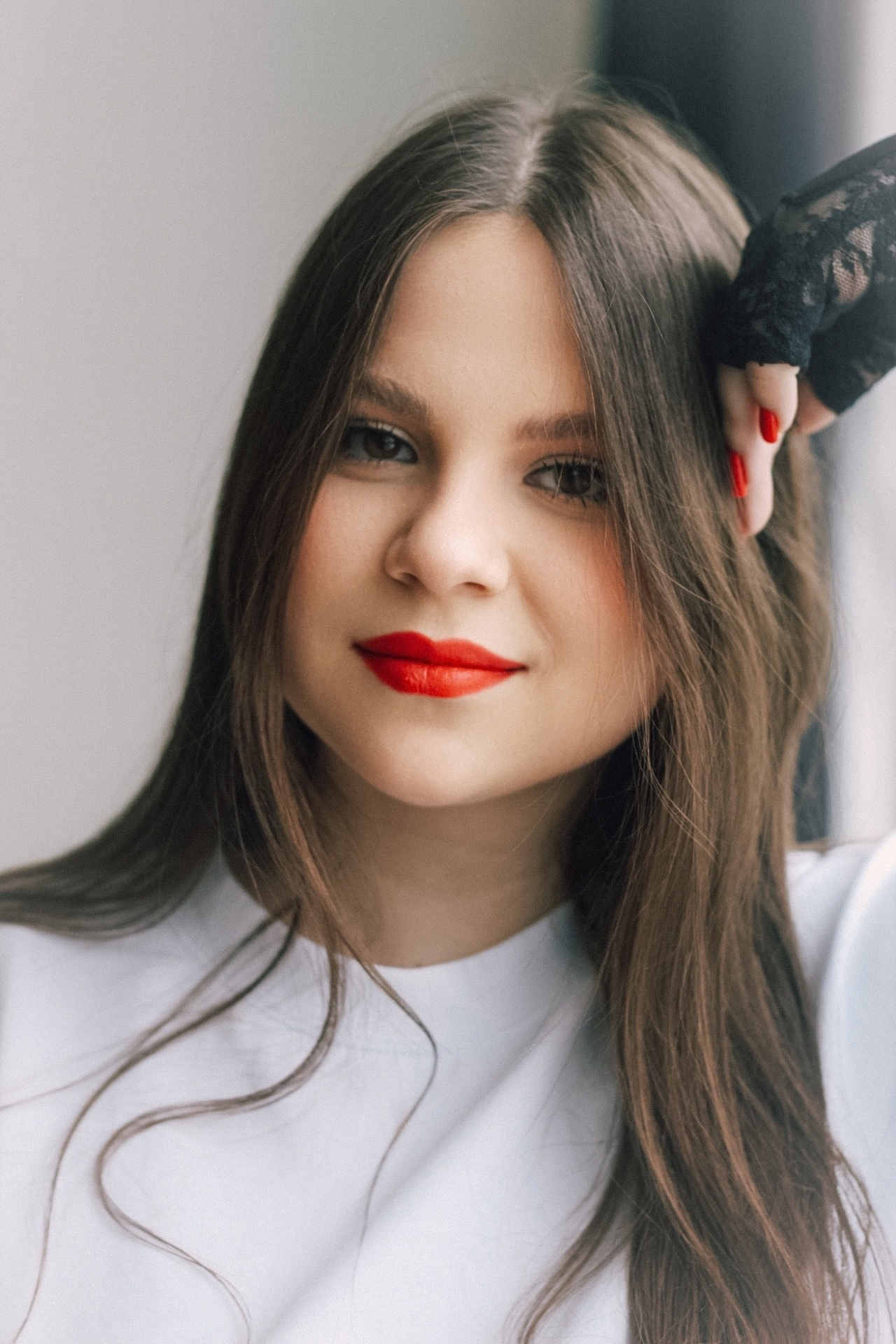
ZaNoZa

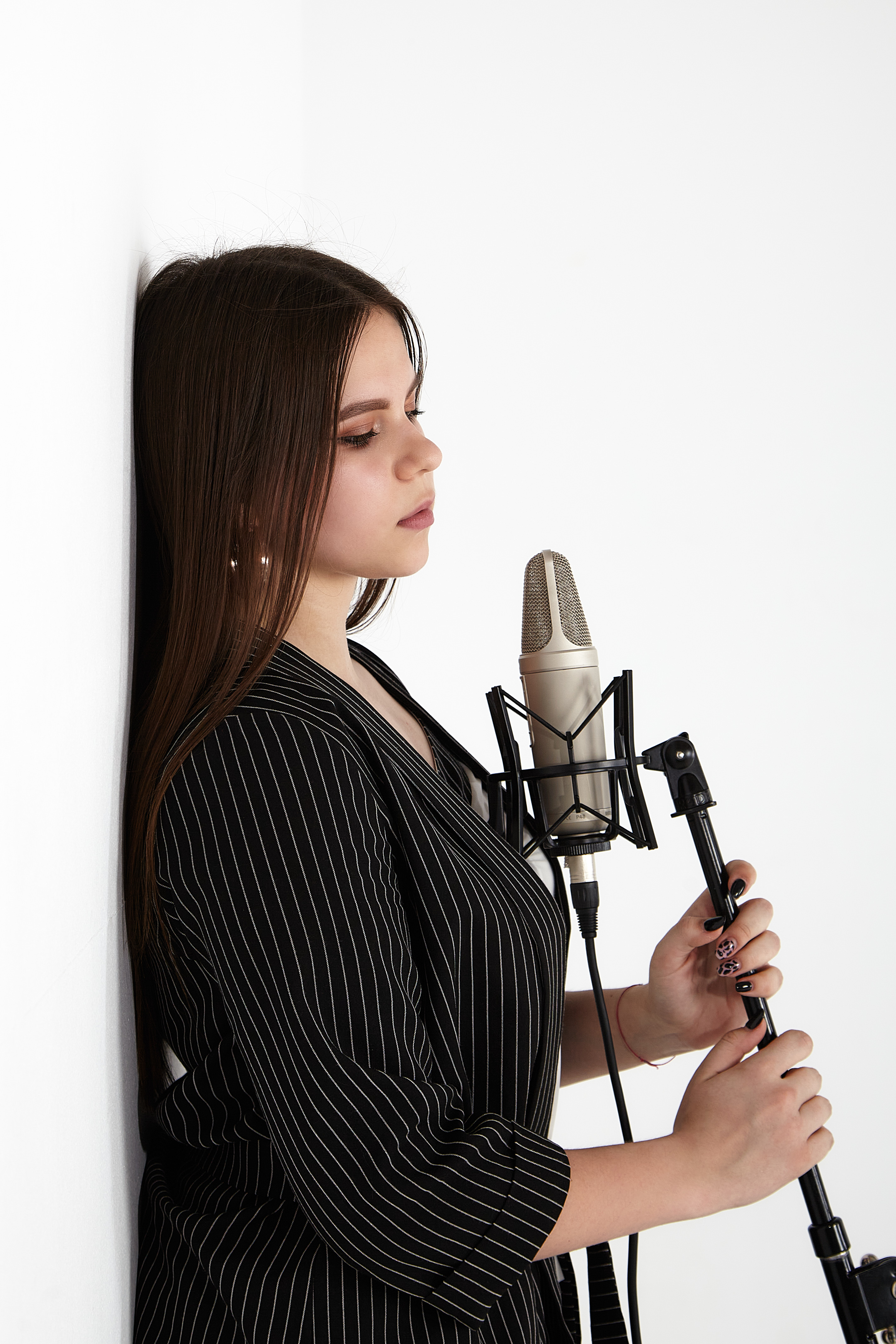
ZaNoZa

ZaNoZa — псевдоним певицы из Белгорода Анастасии Сахно. С детства проявляла себя как талантливая певица, неоднократно побеждала во всероссийских и международных конкурсах вокалистов. 
Идея создать танцевальный проект ZaNoZa родилась во время самоизоляции. Автором песен стал отец артистки Александр Кужелев. musecube.org
По утверждению самой певицы, в своих треках она рассказывает историю любви, знакомую каждому, учит смеяться в лицо трудностям и стремиться к своей мечте. musecube.org
Некоторые песни ZaNoZa: «Мураши», «Крышу сносит», «Неразделимы Мы».  
В 2024 году о певице ZaNoZa упоминалось в выпуске программы «Вовремя 24» с Виктором Апальковым. В нём артистка рассказала о своей карьере и поделилась песнями, интересными историями и настроением.  

## Популярные треки ZaNoZa
- Мураши
- Полный ДЭНС
- Внутри тебя
- Delete
- В лето
- Новый год вдвоём
- Сорян
- Тают слёзы
- Сезон охоты
- Крышу сносит
- Летали
- LoViLaS
- Деревенский
- Цвет помады
- Вызывай 01
- Беги
- Прошлое
- Неразделимы Мы
- В сердце заноза
- Фишка
- Лова Лова
- Русская любовь
- Марионетка
- Падаю вниз
- Сорян
- Треугольник
- In'Stellar